# Irving Kahn
Irving Kahn (New York, 19 december 1905 – aldaar, 24 februari 2015) was een Amerikaans econoom en een leerling van econoom Benjamin Graham.

## Levensloop en overlijden
Kahn begon in 1928 met beleggen op de beurs van Wall Street. Samen met zijn zonen Thomas en Alan richtte hij in 1978 een investeringsmaatschappij op, Kahn Brothers Group Inc., waar hij tot aan zijn dood zitting in het bestuur had. Kahn was tot kort voor zijn overlijden op 109-jarige leeftijd nog altijd op de beurs actief.
Bovendien genoot Kahn bekendheid dankzij zijn eigen recordleeftijd en die van zijn broers en zussen. Zijn oudste zus, Helen, overleed in 2011 op bijna 110-jarige leeftijd. Zijn jongste broer, Peter, werd bijna 104, en overleed een jaar eerder. Nog een andere zus, Leonore (Lee), haalde de 101, maar bezweek niet veel later aan de gevolgen van een zware val in 2005.
Kahn werd 109 jaar oud.

## Trivia
Kahn is te zien in de Nederlandse film Bloody Mondays & Strawberry Pies uit 2008 van regisseur Coco Schrijber.